# Ipomoea crinicalyx
Ipomoea crinicalyx är en vindeväxtart som beskrevs av Spencer Le Marchant Moore. Ipomoea crinicalyx ingår i släktet praktvindor, och familjen vindeväxter. Inga underarter finns listade i Catalogue of Life.